# ポリフォニー
ポリフォニー（英: polyphony）は、複数の独立した声部（パート）からなる音楽のこと。ただ一つの声部しかないモノフォニーの対義語として、多声音楽を意味する。

## 概要
西洋音楽史上では中世からルネサンス期にかけてもっとも盛んに行われた。ただし、多声音楽そのものは西洋音楽の独創ではなく世界各地に見られるものであり、東方教会においてもグルジア正教会は西方教会の音楽史とは別系統にありながら多声聖歌を導入していた。
ポリフォニーは独立した複数の声部からなる音楽であり、一つの旋律（声部）を複数の演奏単位（楽器や男声・女声のグループ別など）で奏する場合に生じる自然な「ずれ」による一時的な多声化はヘテロフォニーと呼んで区別する。
なお、西洋音楽では、複数の声部からなっていてもリズムが別の動きでなければポリフォニーとして扱わないことが多く、この意味で対位法と重複する部分を持つ。
また、とりわけ西洋音楽において、主旋律と伴奏からなるホモフォニーの対義語としても使われる。ポリフォニーにはホモフォニーのような主旋律・伴奏といった区別は無く、どの声部も対等に扱われる。
文学においては、複数の独立した思想を持つ登場人物たちが織りなす群像型の物語構成の意味、もしくは単にドストエフスキーが用いた芸術的手法として使われており、ミハイル・バフチンが『ドストエフスキーの詩学』において、ドストエフスキーの作品を「ポリフォニー」の語を用いて分析している。バフチンは著書において『ドストエフスキーの詩学』でも登場したポリフォニーという単語について「単にドストエフスキーが用いた手法を仮に著書においてポリフォニーとして呼んでいる」と記述している。